# Arroyo del General
Der Arroyo del General ist ein im Süden Uruguays gelegener kleiner Flusslauf.
Der auf dem Gebiet des Departamentos Colonia verlaufende Fluss entspringt südwestlich von Estanzuela. Von dort fließt er überwiegend in südwestliche Richtung durch die Cuchilla Riachuelo und mündet als linksseitiger Nebenfluss am Nordrand der Stadt Colonia del Sacramento in den Arroyo de la Caballada.